# Obizzo II de Este

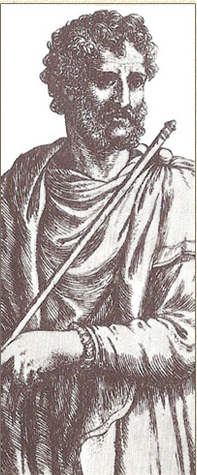

Obizzo II d'Este (1247 aprox. – 13 de febrero de 1293) fue un político marqués de Este y señor de Ancona, Ferrara, Módena y Reggio Emilia.

y aquel otro que es rubio / es Obezzo de Este, que de verdad / fue muerto por su hijastro allá en el mundo.
Dante Alighieri, Infierno, Canto XII, 110-113

Fue proclamado señor de por vida de Ferrara en el 1264, señor de Módena en el 1288 y de Reggio Emilia en el 1289. Con su aclamación concluía el período comunal en Ferrara e iniciaba oficialmente la Signoria.

## Biografía
Hijo natural de Reinaldo de Este, y nieto de Azzo VII d'Este, llamado también Azzo Novello (al cual resale la dinastía estense), Obizzo nació de la relación que su padre tuvo con una lavandera napolitana.
Al morir Azzo VII (1264), Obizzo pasó a ser el principal pretendiente de la signoria de Ferrara, dado que el padre ya había muerto en el 1251, mandado a envenenar por el emperador Conrado IV, que lo mantuvo cautivo en Puglia. 
Los enemigos de los Este, impugnaron los humildes orígenes de Obizzo y en Ferrara se formaron dos facciones, pero gracias al apoyo de muchas ciudades güelfas emilianas y de la romaña, incluidas Módena y Reggio Emilia, y del potente arzobispo de Ravenna, en una asamblea publica en la plaza proclamó a Obizzo II señor perpetuo de Ferrara.
En Módena Obizzo hizo construir el castillo que fue la primera residencia ducal de la familia Este, ampliado y mejorado en 1643 por el duque Francisco I de Este.
Al morir, tal vez a manos de su hijo Azzo VIII d'Este en 1293, hubo conflictos por la sucesión dado que Obizzo no había indicado a su heredero.
Las autoridades ciudadanas nombraron a Azzo VIII d'Este bajo el derecho de primogénito, pero fue impugnado por los hermanos que afirmaron que según la ley longobarda, a la cual se atenían los estense, las posesiones debían dividirse en modo equitativo entre los tres hijos, es decir Ferrara a Azzo VIII de Este, Módena a Aldobrandino I de Este y Reggio Emilia a Francisco de Este.

## Obizzo en laDivina Comedia
Los cronistas de la época no están de acuerdo sobre su muerte y se encuentran pistas del episodio también en el Infierno de Dante Alighieri. 
El poeta florentino coloca a Obizzo entre los tiranos del primer giro de los violentos, sumergido hasta los ojos en la sangre caliente del Flegetonte.
Dante, por boca del centauro Neso, hacer decir "por verdad", es decir en verdad, que él fue asesinado por el hijastro. Esta afirmación, que se puede entender como hijo corrupto o hijo ilegítimo, vuelve a acusar a Azzo que en tanto había reemplazado al padre en el poder.
La afirmación del poeta es particularmente valiente si se piensa que Azzo hasta el 1308 estaba vivo y que si en serio era culpable y/o ilegítimo a reinar habrá hecho todo lo posible para esconder la verdad.
Obizzo quizás es también citado indirectamente en el Canto XVIII, cuando Venedico Caccianemico cuenta cómo hacía para prostituir a su hermana Ghisola con la complicidad del marqués de Ferrara y Ancona, esperando así obtener apoyo político. Este pasaje podría referirse también a su hijo Azzo.